# Consonno
Consonno (Cunsònn in dialetto brianzolo) è una frazione del comune di Olginate, in provincia di Lecco. In seguito all'edificazione degli anni Sessanta e Settanta del XX secolo per la creazione della "città dei balocchi" e a una frana verificatasi nel 1976 la località è diventata una città fantasma.

## Geografia fisica

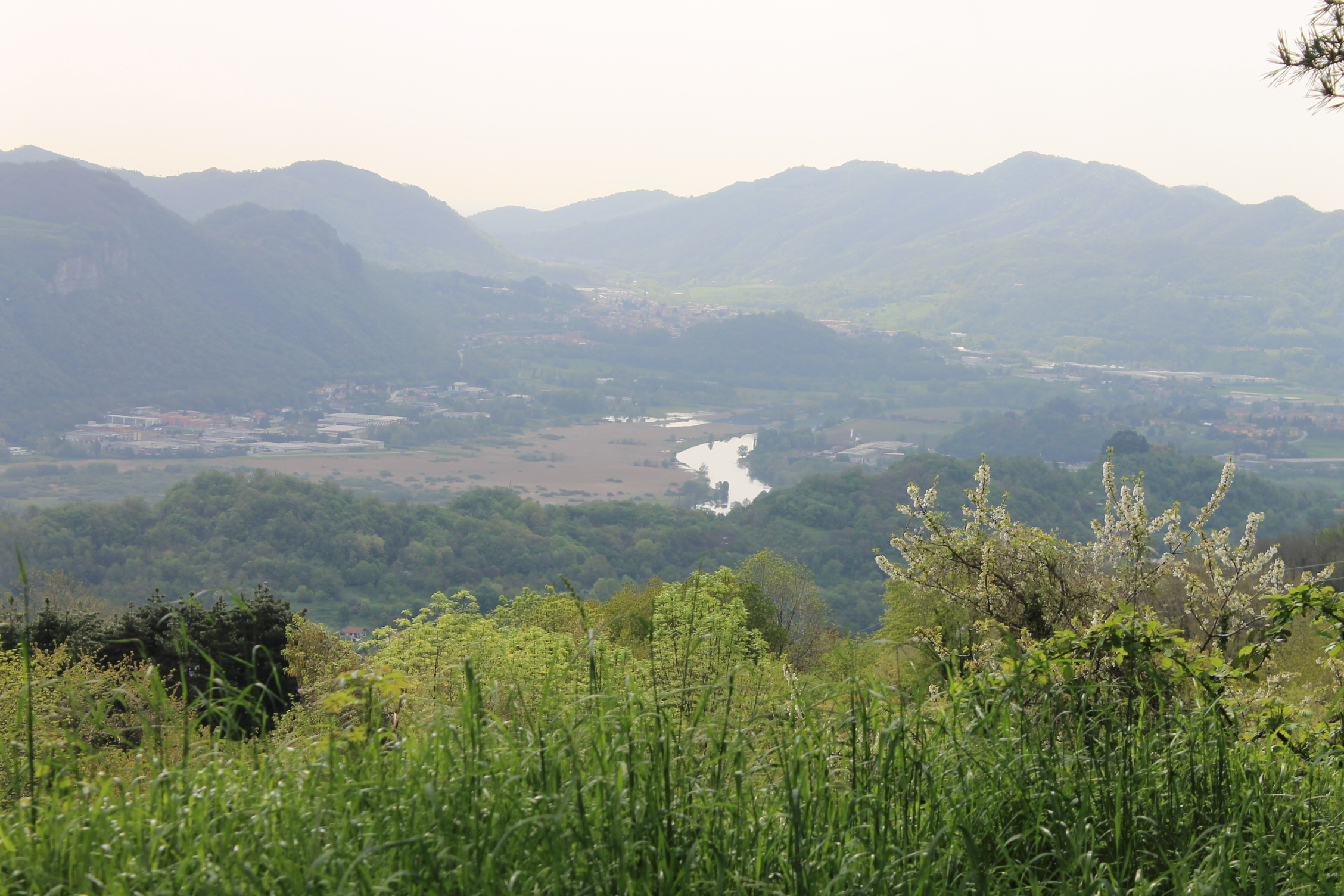
Panorama visto da Consonno

Consonno è situata all'estremo meridionale delle Prealpi Lombarde. L'antico territorio comunale occupa una superficie di circa 300 000 m², buona parte dei quali sono attualmente coperti da boschi. Posta a 634 metri sopra il livello del mare, Consonno è uno dei punti più alti della zona e da cui si riesce a osservare chiaramente il percorso del fiume Adda a partire dal lago di Como, il monte Resegone e tutti i paesi posti al di sotto della collina stessa (ossia Olginate, Valgreghentino, Garlate e Airuno).
L'intero suo territorio risulta possedere un rischio idrogeologico sensibilmente elevato.
Con la realizzazione della "città dei balocchi" il contesto naturale del luogo ha subito un considerevole deturpamento.

## Storia

### L'antico borgo
Comune del Monte di Brianza, appartenne alla pieve di Garlate. Il toponimo è citato in una pergamena del maggio 1085: Albenga figlia del quondam Alberto "de loco Cussonno", con Andrea del fu Giovanni, iugali, possedevano alcune vigne in Vimaggiore, pieve di Decimo. Consonno fu possesso del monastero benedettino di Civate, e allo stesso riconfermato con diploma dell'imperatore Federico I nel 1162, con il quale erano interdetti a tutti ogni ingerenza e potestà sulle cose e sugli uomini dell'abbazia. Negli statuti delle strade e delle acque del contado di Milano era compreso, nella pieve di Garlate, come "el locho da Consono o Sansono". Nel 1412 il comune di Consonno, per mezzo di procuratori, prestò giuramento di fedeltà a Filippo Maria Visconti, che aveva riconfermato alla "Martesana superiore" le esenzioni fiscali già accordate da Bernabò Visconti nel 1373 e da Gian Galeazzo Visconti nel 1385 ai "loca et cassine Montis Brianze". In un prospetto comprendente tutte "le terre del ducato di Milano et altre con esse tassate per le stara di sale", risalente al 1572, era compresa anche Consonno. Dalle risposte fornite nel 1751 ai 45 quesiti della real giunta del censimento, si desume che a quel tempo la comunità di Consonno, compresa nella pieve di Garlate - già infeudata con le comunità delle pievi di Garlate e Oggiono nel 1538 a Giovanni Agostino d'Adda - non era infeudata, "per essere la più parte soggetta al commendatario abbaziale cardinale Millini"; non vi risiedeva iusdicente né regio né feudale; la comunità era sottoposta al regio officio della Martesana, presso la cui banca criminale il console era solito prestare giuramento. Per quanto riguarda gli organi e gli aspetti della vita amministrativa, la comunità, che aveva allora 115 abitanti "collettabili" e 27 "non collettabili", non aveva consiglio, ma in "occasione di qualche occorrenze", ricorreva ai compadroni, affinché dessero "quelle dovute provvidenze"; le scritture pubbliche restavano presso il console "sotto chiave in casa sua", con salario di lire 13 annue; l'esattore veniva eletto e si poteva confermare, con l'obbligo di pagare con propri denari anticipatamente la diaria, l'imbottato e tutte le spese locali.
Nel compartimento territoriale dello stato di Milano, il comune di Consonno faceva parte della pieve di Garlate, inclusa nel ducato di Milano. In base al compartimento territoriale della Lombardia austriaca, il comune di Consonno apparteneva alla pieve di Garlate, compresa nella provincia di Como. Nel 1791 Consonno venne inserita, con le altre comunità delle pievi di Garlate e Oggiono e della squadra de' Mauri, nel distretto VI di Oggiono della provincia di Milano.
Il comune di Consonno, in forza della ripartizione del dipartimento della Montagna, fu compreso nel distretto VI dell'Adda superiore con capoluogo Brivio. In base alla divisione del dipartimento del Serio, il comune di Consonno fu inserito nel distretto II dell'Adda, ossia di Brivio. Nell'assetto definitivo della Repubblica Cisalpina, determinato nel maggio del 1801, Consonno era uno dei comuni che costituivano il distretto IV di Lecco del dipartimento del Lario. Nel nuovo piano di distrettuazione provvisoria del dipartimento del Lario, in esecuzione del decreto 14 novembre 1802, il comune di Consonno venne ricollocato nel VI distretto ex milanese con capoluogo Oggiono, nel quale fu confermato, come comune di III classe con 203 abitanti, nel 1803. Con l'organizzazione del dipartimento del Lario nel Regno d'Italia, il comune di Consonno venne ad appartenere al cantone V di Oggiono del distretto IV di Lecco: comune di III classe, contava 162 abitanti. A seguito dell'aggregazione dei comuni del dipartimento del Lario, Consonno figurava, con 171 abitanti, comune aggregato al comune denominativo di Olginate, nel cantone IV di Oggiono del distretto IV di Lecco; fu confermato frazione di Olginate con il successivo compartimento territoriale del dipartimento del Lario.
Con l'attivazione dei comuni della provincia di Como, in base alla compartimentazione territoriale del regno lombardo-veneto, il comune di Consonno fu inserito nel distretto XII di Oggiono. Consonno, comune con convocato, fu confermato nel distretto XII di Oggiono in forza del successivo compartimento territoriale delle province lombarde. Nel 1853, Consonno, comune con convocato generale e con una popolazione di 228 abitanti, fu inserito nel distretto XI di Oggiono.
In seguito all'unione temporanea delle province lombarde al regno di Sardegna, in base al compartimento territoriale stabilito con la legge 23 ottobre 1859, il comune di Consonno con 240 abitanti, retto da un consiglio di quindici membri e da una giunta di quattro membri, fu incluso nel mandamento V di Oggiono, circondario III di Lecco, provincia di Como. Alla costituzione nel 1861 del Regno d'Italia, il comune aveva una popolazione residente di 244 abitanti (Censimento 1861). In base alla legge sull'ordinamento comunale del 1865 il comune veniva amministrato da un sindaco, da una giunta e da un consiglio. Nel 1867 il comune risultava incluso nello stesso mandamento, circondario e provincia. Nel 1924 il comune risultava incluso nel circondario di Lecco della provincia di Como. In seguito alla riforma dell'ordinamento comunale disposta nel 1926 il comune veniva amministrato da un podestà. Nel 1928 il comune di Consonno venne aggregato al comune di Olginate.
Poco meno di venti anni dopo però, a seguito della seconda guerra mondiale, la frazione si spopolò fino ad arrivare ad avere circa 60 abitanti.
Fino a tutti gli anni Cinquanta del XX secolo Consonno, anche se distante dal centro di Olginate, era riuscita a vivere grazie alle attività artigianali e alla coltivazione dei suoi campi.

### L'arrivo di Mario Bagno
Mario Bagno era nato a Vercelli il 24 febbraio 1901. Eccentrico imprenditore milanese (nei documenti notarili si qualificava come "Grande ufficiale conte di Villa dell'Olmo"), nel periodo del miracolo economico italiano con la sua azienda stava costruendo strade e aeroporti su tutto il territorio nazionale ed aveva adocchiato Consonno come il luogo ideale in cui costruire una "città dei balocchi", principalmente per il fatto che era facilmente raggiungibile da Milano.

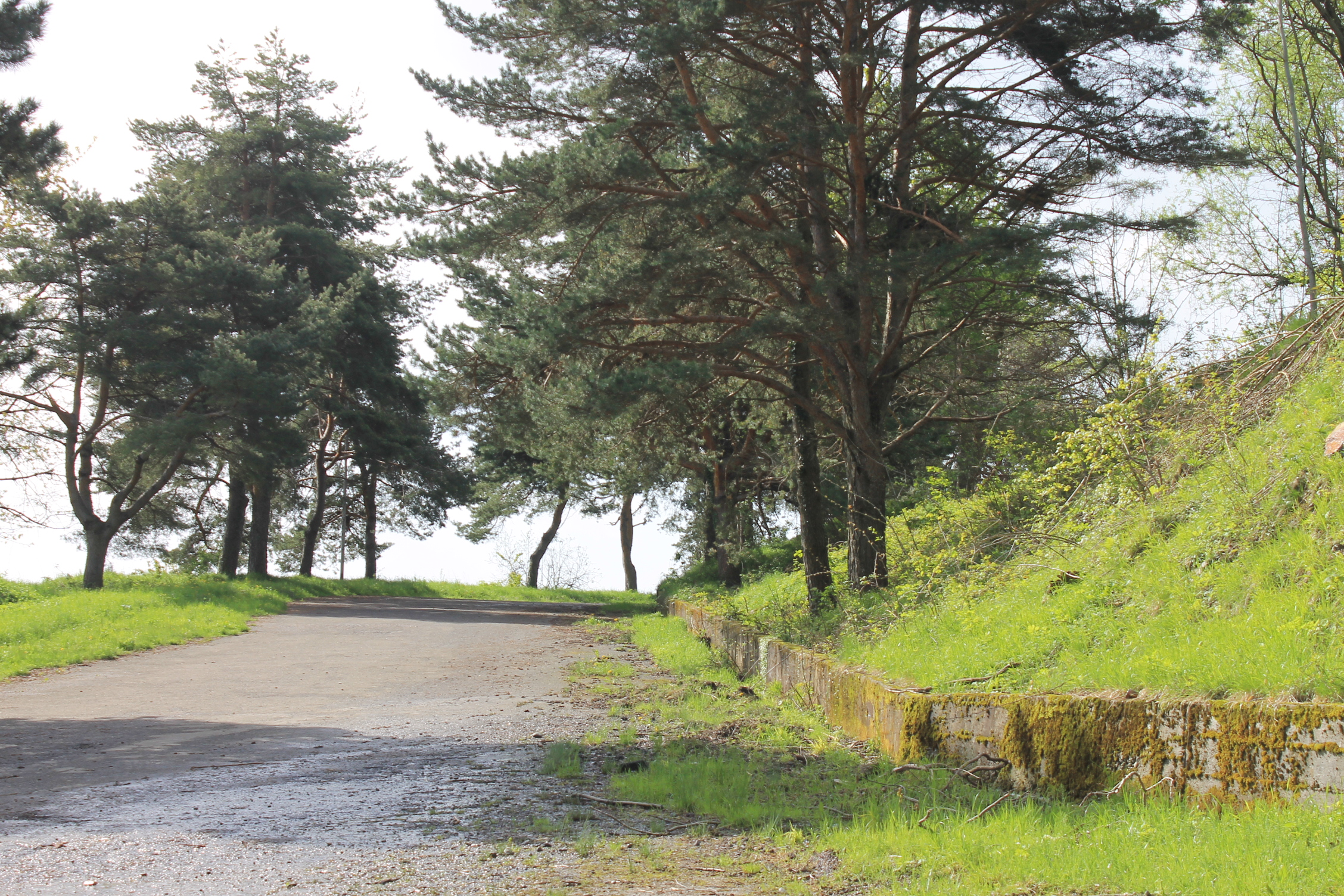
Una veduta della strada realizzata da Mario Bagno che da Olginate porta a Consonno

Ancora prima di diventarne proprietario, Mario Bagno fece costruire una nuova strada che collegava la frazione a Olginate. Su sua proposta, l'amministrazione comunale di Olginate, guidata allora dal sindaco Luigi Viganò, durante il consiglio comunale numero 30 del 1961, approvò il progetto di detta via di comunicazione che, pur finanziata e realizzata da un privato, fu poi donata allo stesso comune.
Con un atto notarile nel 1962 le famiglie Anghileri e Verga (fino a quel momento proprietarie di Consonno) cedettero tutto il territorio all'impresa Bagno. Il costo totale dell'operazione ammontò a circa 22 500 000 lire. In quel periodo una parte degli abitanti stava abbandonando il borgo a causa della crisi del settore agricolo. Chi aveva deciso invece di rimanere vedeva positivamente l'arrivo di Mario Bagno credendo che, con lui, Consonno sarebbe diventata un centro agrituristico, portando lavoro e la possibilità di vendere direttamente i propri prodotti.

### La "città dei balocchi"

#### Edificazione

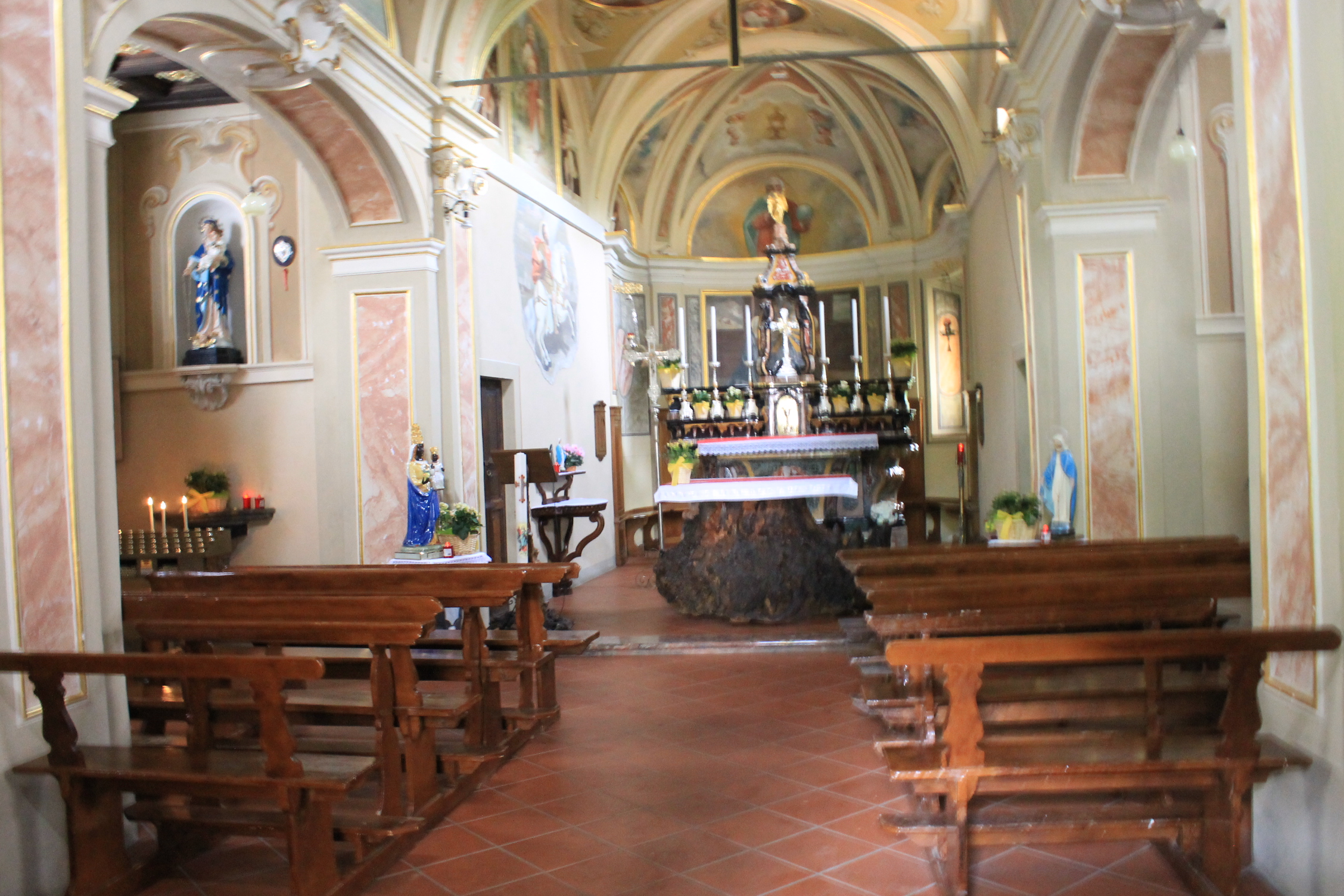
L'interno della chiesa di San Maurizio

Subito dopo tale acquisizione, sulla strada tracciata da Mario Bagno cominciarono a transitare i mezzi che diedero inizio ai lavori di demolizione del borgo antico di Consonno, lavori di demolizione che durarono fino al 1966. I dipendenti dell'impresa Bagno abbattevano con le ruspe tutto quello che si trovavano davanti (con i residenti che venivano trasferiti in nuovi alloggi predisposti nella zona circostante il perimetro dei lavori). Gli unici edifici che non vennero distrutti furono la chiesa di San Maurizio, risalente al XIII secolo e con una capienza di circa cinquanta persone, l'adiacente casa canonica e il minuscolo cimitero. Mediante l'utilizzo di materiale esplosivo fu anche livellata una collina al fine di permettere meglio la visione della cresta del Resegone.

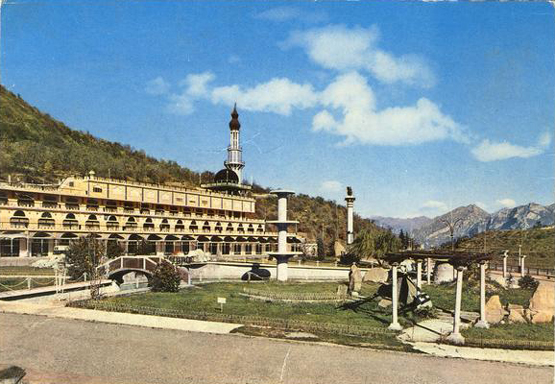
Consonno ai tempi della "città dei balocchi"

In pochi anni a Consonno sorsero dei ristoranti, una balera, un albergo di lusso (l'Hotel Plaza), diverse costruzioni con richiami alle più variegate culture, un castello medievale come porta di ingresso e il celeberrimo "minareto". Mario Bagno però volle continuare a costruire nuove attrattive come un campo di calcio, uno di pallacanestro, uno di tennis, uno di bocce, uno di golf, una pista per il pattinaggio, una vasca per il tiro a volo, un luna park e un giardino zoologico.
Consonno era ormai diventato un centro di divertimenti che spesso ospitava nei propri locali grandi personaggi della musica e dello spettacolo per serate a tema. Sulla strada per Consonno, ad accogliere i visitatori, c'erano delle imponenti insegne che recitavano "A Consonno è sempre festa" oppure "Consonno è il paese più piccolo ma il più bello del mondo". Come per ogni località turistica, anche Consonno aveva le proprie cartoline postali illustrate.
Uno tra i progetti più ambiziosi di Mario Bagno per Consonno voleva essere quello di realizzarvi un autodromo. In un'intervista concessa alla televisione svizzera che stava producendo un documentario sulla "città dei balocchi", disse che tale circuito avrebbe avuto una lunghezza ridotta, ma un'eleganza quasi senza pari nel contesto europeo.

#### Il "minareto"
Il "minareto" è l'edificio più imponente di tutta la "città dei balocchi", al centro del quale è posta una torre che, secondo Mario Bagno, tutti avrebbero ammirato e ricordato. Il nome dato a questa struttura nasce dalla somiglianza della predetta torre con quella presente in quasi tutte le moschee e dalla quale il muezzin chiama i fedeli alla preghiera. Al piano terra c'era una lunga galleria commerciale con dei vani adibiti a negozi, mentre al primo e al secondo piano c'erano degli appartamenti disposti in serie di circa 70 m² ciascuno. Di fronte al complesso era presente una grande fontana che emetteva scenografici getti d'acqua.

#### La balera
L'elenco dei divertimenti comprendeva una lussuosa balera, chiamata Salone delle feste, con la pista all'aperto. Nello stesso stabile era anche possibile usufruire di una pedana dedicata all'autoscontro oppure mangiare in una tavola calda (conosciuta come Il ristorantino).

#### Il "missile Bagno"

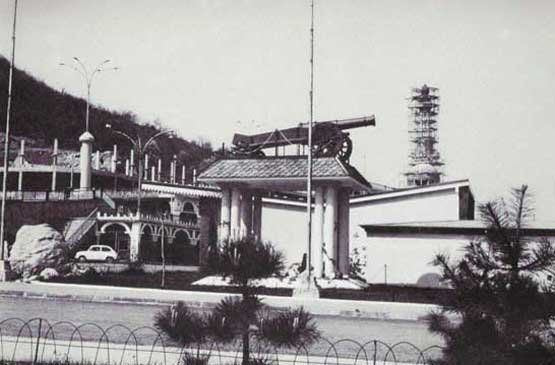
Il "missile Bagno"

Il "missile Bagno" era una costruzione a forma di pagoda sul tetto della quale era posizionato un cannone d'artiglieria. Si pensa che, nell'idea del suo progettista, tale fabbricato cercasse di rappresentare la volontà dei cittadini di Consonno di lottare contro il trascorrere del tempo.

#### Il trenino panoramico
Un trenino panoramico permetteva ai visitatori di fare un giro turistico di tutto il borgo. Il percorso durava circa venti minuti e dava la possibilità ai turisti appena arrivati di avere una vista d'insieme delle attrazioni di quella che voleva diventare la "Las Vegas" della Brianza.

### Le frane, l'oblio e i tentativi di rilancio
Tutte queste opere intaccarono tuttavia l'equilibrio idrogeologico del territorio e nel 1966 le continue piogge favorirono il movimento di masse di fango che l'anno successivo provocò una prima frana che invase proprio la strada tracciata da Mario Bagno. Quest'ultimo riparò molto velocemente i danni e continuò nella sua opera di edificazione anche se, a partite dal 1972, il flusso di turisti in visita a Consonno iniziò a registrare un sensibile calo. Nel 1976, quando il posto ormai non richiamava più molte persone, una seconda frana distrusse la medesima via decretando la fine della "città dei balocchi".
Negli anni Ottanta Mario Bagno tentò di rilanciare la località (il primo tassello fu costituito dall'approntamento di una casa di riposo che fece sistemare all'interno del vecchio Hotel Plaza), ma la cosa non ebbe buon esito. Tutti i caseggiati furono a poco a poco abbandonati (anche dagli abitanti stessi) e Consonno di anno in anno divenne sempre di più una città fantasma. Il 22 ottobre 1995 Mario Bagno morì all'età di 94 anni e la casa di riposo fu definitivamente chiusa nel giugno del 2007.
Pochi giorni dopo tale chiusura il paese ricevette il colpo di grazia rappresentato da un rave party (chiamato Summer Alliance) che venne organizzato a Consonno dal 29 giugno al 1º luglio 2007 e che vide la partecipazione di oltre mille persone. Durante quelle tre convulse giornate parecchie strutture furono imbrattate da graffiti e ulteriormente danneggiate.
Il piano di governo del territorio approvato nell'aprile del 2008 dal consiglio comunale di Olginate prevedeva la riqualificazione della frazione e il recupero del dissesto idrogeologico e ambientale tramite l'abbattimento dei manufatti abbandonati, ma non pervennero mai delle proposte concrete in tal senso.

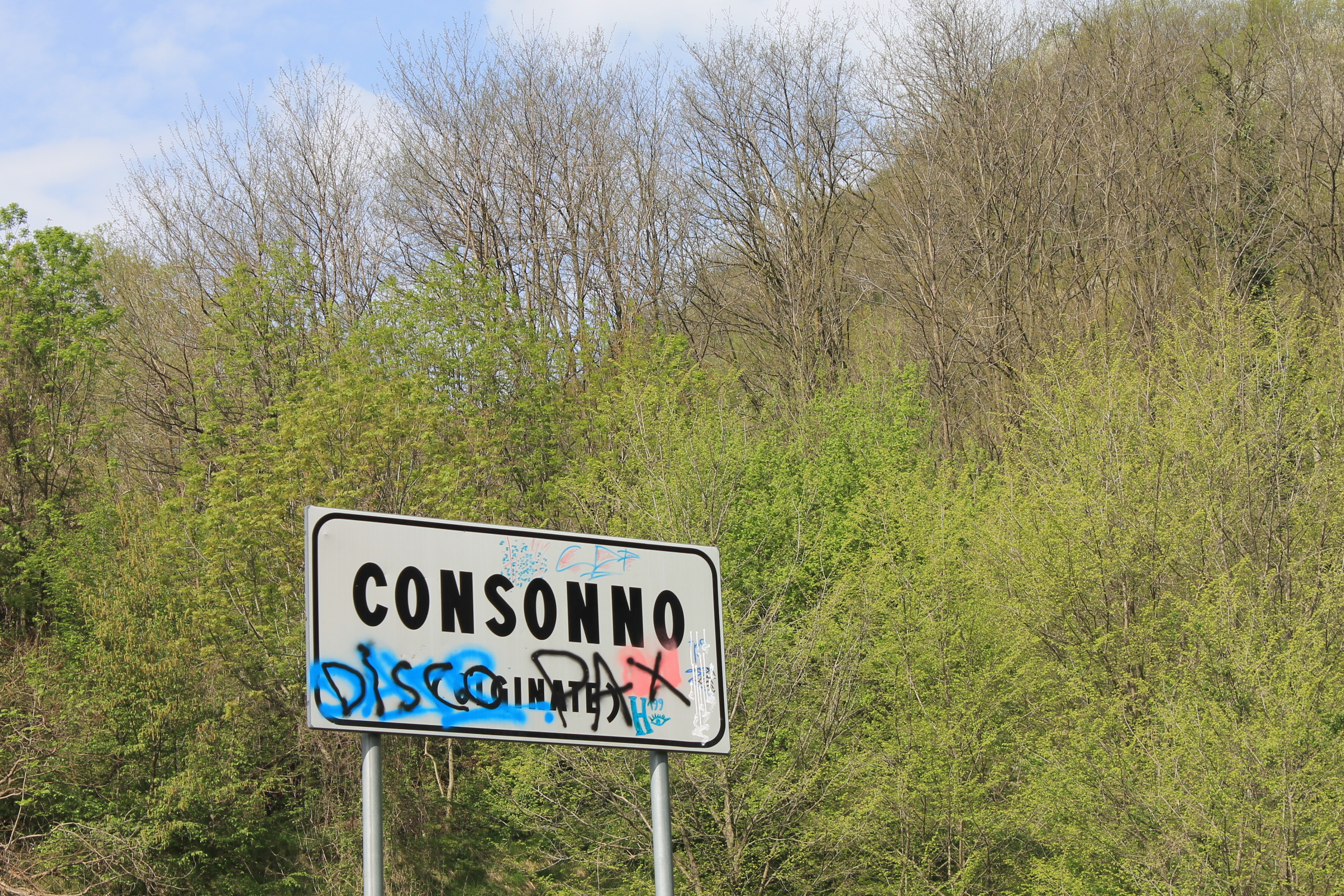
L'attuale indicazione stradale

Nel 2014 gli eredi di Mario Bagno avevano altresì messo in vendita la proprietà su un sito Web di annunci al prezzo di 12 milioni di euro per demolirla e sostituirla con nuove strutture residenziali, ricettive e commerciali però alla fine l'operazione non sortì alcun esito. Ai medesimi era stata in seguito illustrata anche l'ipotesi di trasformarla in una "città dei giovani" sennonché l'elevata contropartita economica da loro richiesta per l'alienazione portò a un altro nulla di fatto.

## Il presente

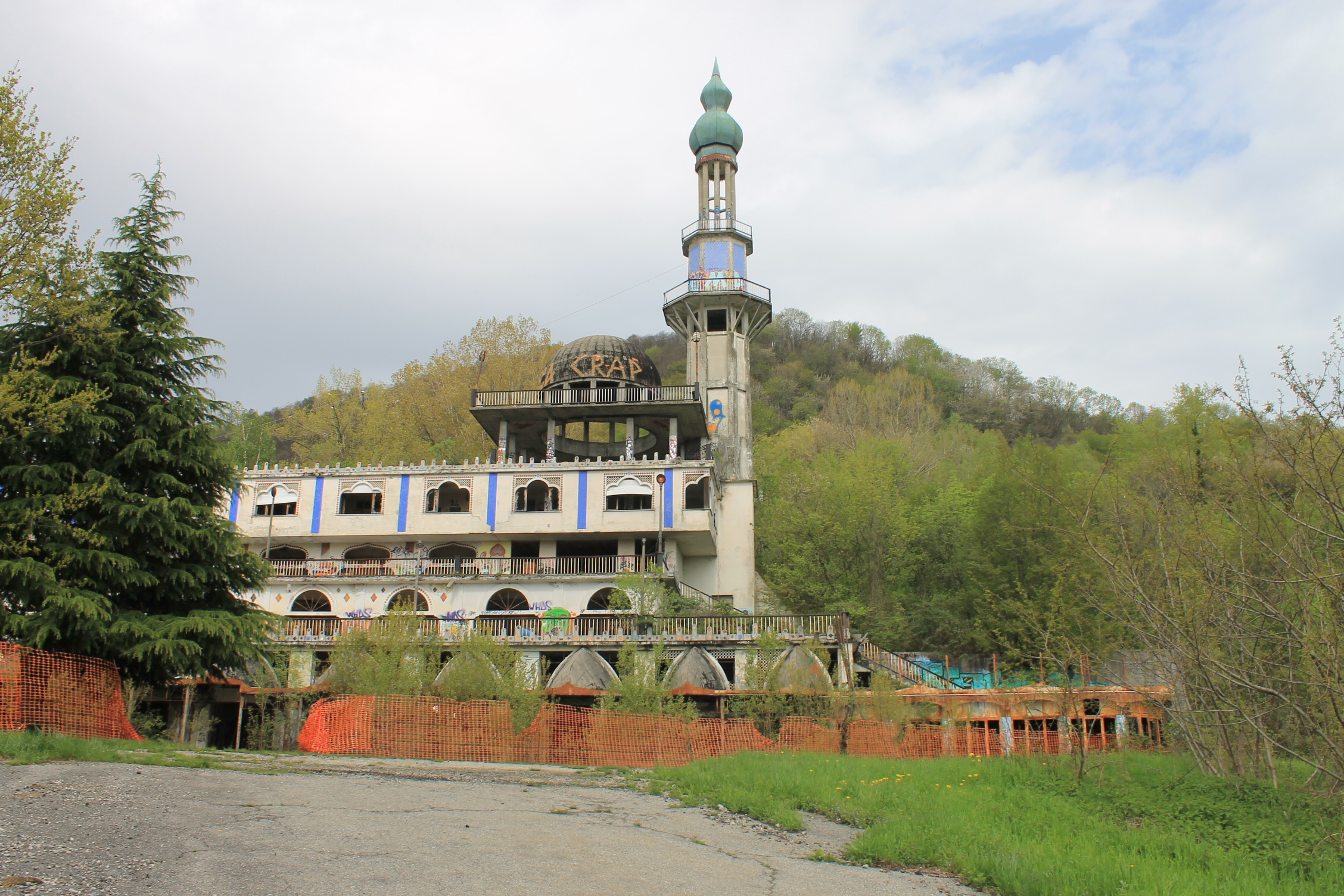
Il "minareto" nel suo odierno stato di decadimento

Oggi Consonno si presenta in uno stato di abbandono e di degrado. Molti degli edifici rimasti sono pericolanti e ne è sconsigliato l'accesso per motivi di sicurezza (oltreché per il fatto che buona parte del luogo è di proprietà privata).

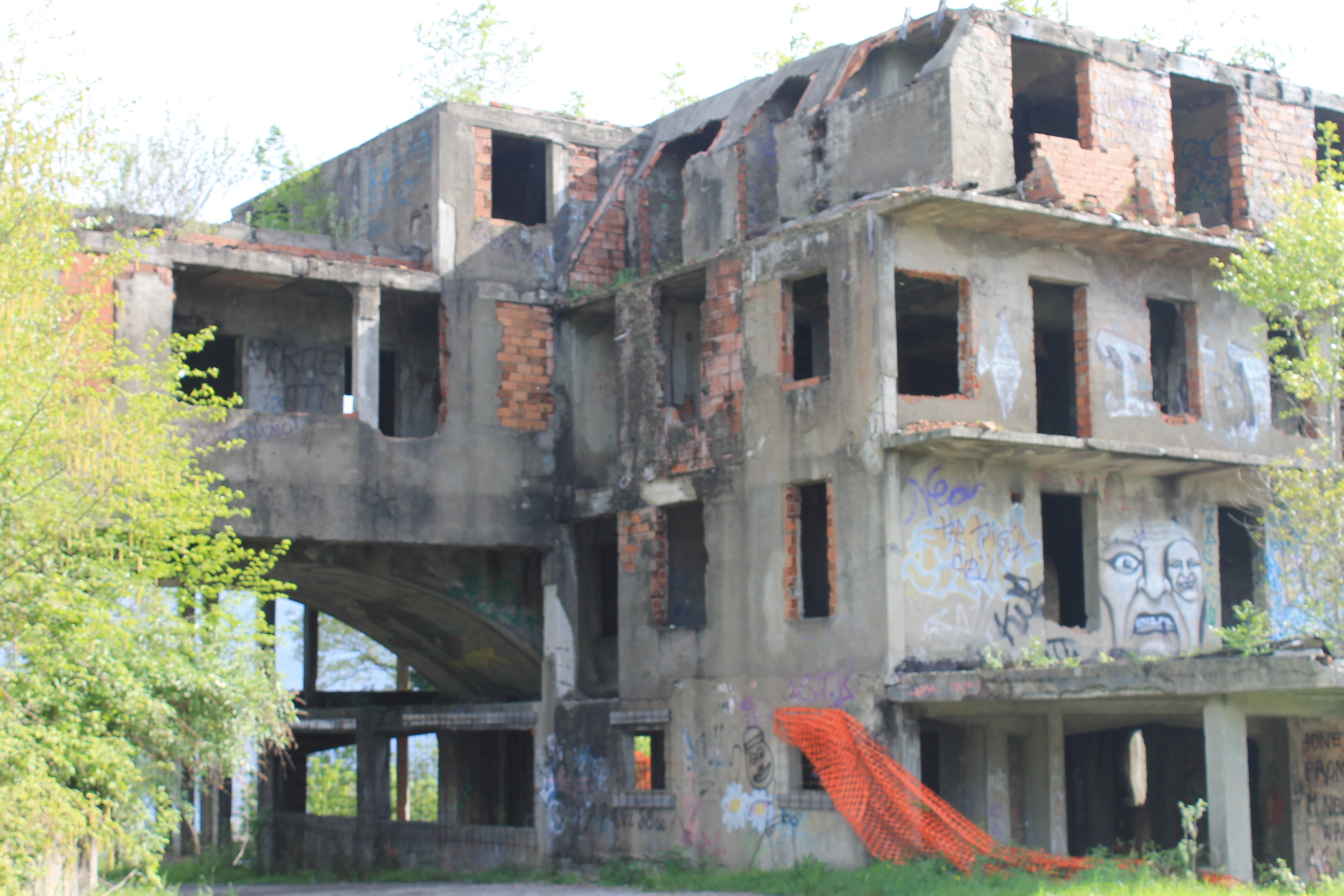
Il "pavesino", un ristorante-albergo panoramico mai ultimato alle porte di Consonno che crea un ponte sopra la strada che da Olginate porta al borgo

Le strade comunali sono percorribili a piedi mentre agli autoveicoli è stato precluso il transito tramite due sbarre posizionate l'una all'inizio di quella che sale da Olginate e l'altra a circa un chilometro dal paese lungo quella che arriva da Villa Vergano. Entrambe le sbarre vengono alzate dalla settimana successiva alla Burollata del mese di ottobre fino al giorno di Pasqua ogni domenica dalle ore 10 alle ore 12 mentre in tutto il restante periodo dell'anno sempre ogni domenica e dalle ore 10, ma fino alle ore 19.
Nel giugno del 2007 è stata fondata l'associazione Amici di Consonno che l'anno seguente, tramite l'intercessione del comune di Olginate, ha preso l'ex tavola calda in comodato d'uso dalla proprietà (rappresentata dagli eredi di Mario Bagno). L'immobile è stato ristrutturato diventando il bar La spinada che, allestito con degli arredi e un bancone d'epoca, è stato aperto nel maggio del 2012. La medesima associazione organizza a Consonno anche alcuni eventi come la Pasquetta a Consonno (il lunedì di Pasqua), la sopraccitata Burollata e la Sagra di San Maurizio (il 22 settembre, in occasione del giorno della sua ricorrenza), durante la quale viene celebrata una messa solenne nell'omonima chiesa e la statua del santo patrono viene esposta nella piazza antistante il "minareto" e portata in processione attraverso le vie del borgo. Vengono inoltre predisposti un mercatino e delle attività ricreative.
Nonostante queste iniziative, restano comunque frequenti gli atti di vandalismo.

## L'utilizzo come "set"
La località è stata utilizzata per girare alcune scene del film Figli di Annibale del regista Davide Ferrario, uscito nel 1998, una pubblicità della Levi's, degli spezzoni di una trasmissione di MTV e la seconda stagione (mai portata a termine) della webserie italiana Skypocalypse.
Nel 2013 è stata la volta dello spot degli occhiali Glassing. Nel 2015 Lory Del Santo vi riprende diversi passaggi della seconda stagione, intitolata L'odio passionale, della webserie The Lady mentre a dicembre dello stesso anno viene rilasciato dalla casa automobilistica BMW una pubblicitá interamente girata a Consonno.
Sono infine innumerevoli i videoclip di musicisti italiani e non italiani realizzati tra le rovine del paese, tra i quali si citano Voglio star con te degli Studio 3, dallo scenario apocalittico, Don't Touch The Kids di Pino Scotto e A nessuno dei rapper Egreen e Nex Cassel.

## Società

### Evoluzione demografica
Abitanti censiti (dal 1928 l'Istat tiene conto della soppressione del comune e di conseguenza integra tale dato in quello complessivo di Olginate):